# Grupo Escolar Gascón y Marín
El Grupo Escolar Gascón y Marín es un edificio de la ciudad española de Zaragoza, obra del arquitecto José de Yarza Echenique. Construido entre 1915 y 1919, se trata de la primera escuela diseñada en Zaragoza según las exigencias de la enseñanza graduada y responde a un renovado concepto de escuela pública que toma como ejemplo modernas tipologías de Francia y Alemania. Fue declarado Bien de Interés Cultural el 18 de noviembre de 2008 con el identificador RI-51-0012178, sería publicada la declaración en 2 de diciembre de ese mismo año en el Boletín Oficial de Aragón. Su nombre se debe al abogado y político aragonés José Gascón y Marín.

## Descripción
Su privilegiada situación en una de las esquinas de la plaza de los Sitios motiva la necesidad de conferir al edificio un tratamiento singular, de carácter monumental, acorde con el resto de edificios de la plaza construidos con motivo de la Exposición Hispano-Francesa de 1908 en la antigua huerta de Santa Engracia.
El programa escolar se resuelve siguiendo las pautas de las teorías higienistas de la época que propugnaban espacios amplios, soleados y ventilados. El conjunto se organiza en un volumen de dos plantas siguiendo un esquema en V que se alinea a la vía pública y utiliza el chaflán como eje principal de simetría. Hacia el exterior presenta un frente continuo con chaflán central redondeado, mientras que hacia el interior de la parcela abraza el espacio exterior destinado a patio de recreo.
La fachada exterior hacia la vía pública destaca por la solución curva del chaflán en piedra a partir del cual se extienden las dos fachadas laterales de ladrillo caravista correspondientes a la calle Sancho y Gil y la calle Jaime Balmes. El chaflán curvo concentra la mayor parte de la decoración de fachada y reinterpreta los patios de palacios renacentistas zaragozanos trasladando su función de distribuidor interior por la de pórtico de acceso. Las fachadas laterales de ladrillo caravista presentan una decoración más sobria articulada a través de anchas pilastras, que recorren rítmicamente la fachada en toda su altura y se rematan por capiteles en piedra de orden jónico. Todo el conjunto se corona con un alero de madera tallado con motivos neorrenacentistas.
Se trata de un edificio muy bien resuelto y una de las mejores obras de José de Yarza por su integración en el entorno y su moderna concepción del espacio, apoyada en una postura formal regionalista.
Se nota la influencia del «Patio de la Infanta» de la Casa Zaporta.
Tiene medallones dedicados a José Gascón y Marín, Pestalozzi, Ricardo Magdalena, San José de Calasanz, Ramón Pignatelli, Jerónimo Zurita, Domingo Olleta, los Hermanos Argensola, Joaquín Costa, Alfonso V, Francisco de Goya, Vicente Zabala, José de Palafox y Damián Forment.

## Galería
|  |
|  |

|  |
|  |

|  |
|  |

|  |
|  |

|  |
|  |

|  |
|  |

|  |
|  |

|  |
|  |

|  |
|  |

|                     |
| José Gascón y Marín |

|            |
| Pestalozzi |

|                   |
| Ricardo Magdalena |

|                      |
| San José de Calasanz |

|                  |
| Ramón Pignatelli |

|                 |
| Jerónimo Zurita |

|                |
| Domingo Olleta |

|                    |
| Hermanos Argensola |

|               |
| Joaquín Costa |